# Laborie
Laborie är en kvartershuvudort i Saint Lucia. Den ligger i kvarteret Laborie, i den södra delen av landet vid havet. Laborie ligger 20 meter över havet och antalet invånare är 1 131. Den ligger på ön Saint Lucia.
Terrängen runt Laborie är kuperad norrut, men åt sydost är den platt. Havet är nära Laborie åt sydväst. Omgivningarna runt Laborie är en mosaik av jordbruksmark och naturlig växtlighet.